# Эшлинн Брук
Эшлинн Брук (англ. Ashlynn Brooke, настоящее имя Эшли Стюарт (англ. Ashley Stewart); род. 14 августа 1985, Чокто, Оклахома, США) — американская фотомодель и порноактриса.

## Биография
Окончила среднюю школу в 2003 году, затем работала в автосалоне подержанных автомобилей в Оклахома-Сити. Эшлинн начала сниматься в 2006 году. В 2010 году, она появилась в фильме ужасов «Пираньи 3D».
Эшлинн имеет эксклюзивный контракт с компанией Digital Sin. Но в 2010 году она ушла из порноиндустрии. Сейчас она живёт в Калифорнии с мужем и двумя детьми. В детстве была брюнеткой.
По данным на 2020 год, сыграла в 142 порнофильмах, а также сняла 6 фильмов в качестве режиссёра.

## Премии и номинации
- 2007 номинация на Adultcon — Лучшая актриса в сцене мастурбации
- 2007 Adultcon Top 20 Adult Actresses[6]
- 2008 номинация на AVN Award — Лучшая новая старлетка
- 2008 номинация на AVN Award — Лучшая сцена стриптиза
- 2008 номинация на AVN Award — лучшая парная сцена (видео), Addicted Forever, New Sensations, (с Марком Дэвисом)
- 2008 номинация на XBIZ — Лучшая новая старлетка
- 2008 AEBN AWARD — Лучшая новая старлетка
- 2008 номинация на XRCO — Лучшая новая старлетка
- 2008 °F.A.M.E. Award — Favorite Breasts[7]
- 2009 AVN Award — лучший видеосериал с продолжением Ashlynn Goes to College[8]
- 2009 AVN Award — лучший интерактивный DVD[8]
- 2009 AVN Award — лучший новый сериал Ashlynn Goes to College[8]
- 2009 Exotic Dancer Award — Лучший новичок (Sherwin Escurel)[4]
- 2010 номинация на AVN Award — Лучшая женская роль второго плана: 30 Rock: A XXX Parody